# Coregonus alpinus
Coregonus alpinus és una espècie de peix de la família dels salmònids i de l'ordre dels salmoniformes.

## Alimentació
Menja invertebrats bentònics.

## Distribució geogràfica
Es troba a Suïssa: llac Thun.